# Andrea Commodi
Andrea Commodi, o anche Comodi (Firenze, 1560 – Firenze, 24 settembre 1638), è stato un pittore italiano.

## Biografia

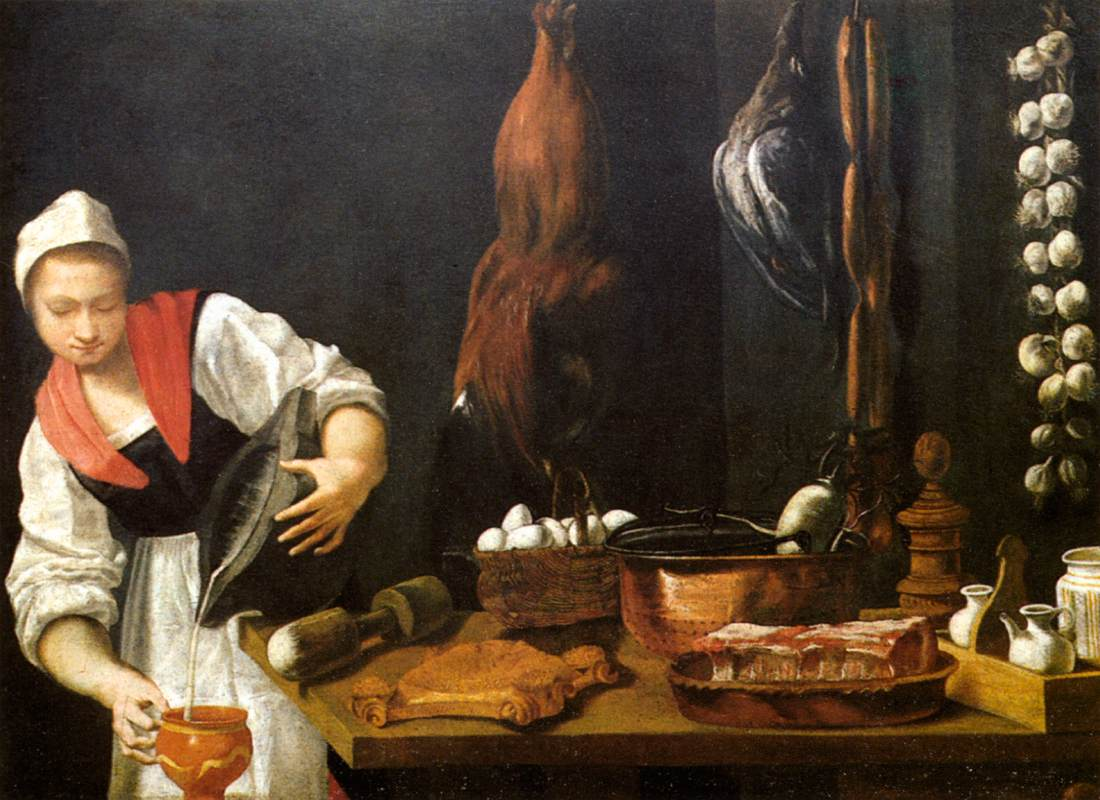
Giovane donna in cucina, Collezione privata

Uscito dall'ambiente di Lorenzo Sciorina, influenzato dal Vasari, Commodi andò a Roma per viverci cinque anni (1583-1588). Durante questo soggiorno Commodi si avvicinò alla pittura di Santi di Tito e di Federico Zuccari, subendo gli influssi della Riforma cattolica, anche se si possono notare dipendenze provenienti da seguaci padani del Correggio con un gusto realistico di provenienza nordica: un caratteristico esempio di questo periodo è il dipinto Arrigo VII assedia Firenze del 1589, ora all'Accademia di belle arti di Firenze.
Durante un secondo soggiorno romano, dal 1592 al 1622, ebbe modo di poter rinnovare i vincoli con il Cigoli; allo stesso tempo entrò in contatto con la novità della luminosità del Caravaggio, anche se Commodi la portò avanti in maniera parallela ma separata. A questo periodo risalgono gli affreschi dell'abside della basilica di San Vitale a Roma (1600 circa);  la Consacrazione della chiesa del Salvatore (1603-1607 circa), nel Duomo di Cortona e la Cena di Emmaus, conservato alla Bob Jones University.
Prima del definitivo rientro a Firenze nel 1623, Commodi si fermò a Cortona, dove produsse opere come l'Immacolata Concezione per la chiesa di san Francesco, del 1609; lì ebbe come allievo Pietro Berrettini. Nel 1614 soggiornò anche a Bologna.